# Ефремковская
Ефремковская — деревня в Вельском районе Архангельской области. Административный центр Пакшеньгского сельского поселения.

## География
Расположена деревня в 30 км к северу от райцентра Вельск, на правом берегу реки Пакшеньга (приток Большой Чурги, бассейн Ваги), высота над уровнем моря 95 м. Ближайшие населённые пункты: на юге примыкает Степанковская, на севере — Кулаково-Подгорье и Артемковская на северо-востоке.
Часовой пояс
Ефремковская, как и вся Архангельская область, находится в часовой зоне МСК (московское время). Смещение применяемого времени относительно UTC составляет +3:00.

## История
Первое упоминание о Пакшеньге относится к 1682 году, когда деревня упоминается как Ефремковский починок Важского уезда, в котором было 6 дворов. 
В 1850 году деревня входила в состав Устьвельского приказа, а в 1870 году — Устьвельской волости Вельского уезда Вологодской губернии. По сказке 9-й ревизии 1850 года в починке было 16 дворов и 107 жителей. Крестьяне относились к Удельному ведомству. 
Деревня указана в «Списке населённых мест по сведениям 1859 года» в составе Вельского уезда(2-го стана) Вологодской губернии под номером «2546» как «Ефремковскiй починокъ(Гоголевская)». Насчитывала 17 дворов, 57 жителей мужского пола и 69 женского.
В материалах оценочно-статистического исследования земель Вельского уезда упомянуто, что в 1900 году в административном отношении деревня входила в состав Пакшенского сельского общества Устьвельской волости. На момент переписи в селении Гуголевское находилось 32 хозяйства, в которых проживало 109 жителей мужского пола и 104 женского.
С 1929 года, после упразднения Вельского уезда, Ефремковская находится в составе Вельского района.
В 1936 году в деревне была закрыта Церковь Покрова Пресвятой Богородицы — кирпичная церковь 1814 года постройки. Представляла собой одноглавый двусветный четверик с трапезной и колокольней. В 1911-1915 годах на средства крестьянина Е.Е.Лодыгина была расширена трапезная и надстроена колокольня. После закрытия были разрушены колокольня и трапезная. Основной объём существовал до 1972 года..

## Население
| 2002 | 2010 | 2012 | 2014 |
| ---- | ---- | ---- | ---- |
| 256  | ↘217 | ↘215 | ↗281 |

## Инфраструктура
Предприятия, расположенные на территории деревни (со среднесписочной численностью работников) на 1 января 2014 года:
- ОАО "АТЛ" (2);
- ООО "Карат-Л" (3).

В деревне есть девятилетняя школа и краеведческий музей при ней, детсад, детский реабилитационный центр, дом культуры, медпункт.

## Религия
Церковь Матроны Московской — небольшая деревянная церковь в виде четверика, завершенного малым восьмериком, с алтарем и притвором. Строительство началось 15 июня 2012 года, освящена 29 мая 2017 в честь святой Матроны Московской.